# Noret (Transtrands socken, Dalarna)
Noret är en sjö i Malung-Sälens kommun i Dalarna och ingår i Dalälvens huvudavrinningsområde.